# Caecidotea fonticulus
Caecidotea fonticulus is een pissebed uit de familie Asellidae. De wetenschappelijke naam van de soort is voor het eerst geldig gepubliceerd in 1983 door Lewis.